# Лапрад (Шаранта)
Лапра́д (фр. Laprade) — коммуна во Франции, находится в регионе Пуату — Шаранта. Департамент — Шаранта. Входит в состав кантона Обтер-сюр-Дрон. Округ коммуны — Ангулем.
Код INSEE коммуны — 16180.
Коммуна расположена приблизительно в 430 км к югу от Парижа, в 150 км южнее Пуатье, в 45 км к югу от Ангулема.

## Население
Население коммуны на 2008 год составляло 224 человека.
| 1962 | 1968 | 1975 | 1982 | 1990 | 1999 | 2008 |
| ---- | ---- | ---- | ---- | ---- | ---- | ---- |
| 353  | 316  | 265  | 223  | 207  | 211  | 224  |

## Администрация
| Период | Период | Фамилия        | Партия | Примечания |
| ------ | ------ | -------------- | ------ | ---------- |
| 1966   | 2008   | Жан Луи        |        |            |
| 2008   |        | Жан-Поль Кроше |        |            |

## Экономика
В 2007 году среди 117 человек в трудоспособном возрасте (15—64 лет) 93 были экономически активными, 24 — неактивными (показатель активности — 79,5 %, в 1999 году было 61,0 %). Из 93 активных работали 90 человек (43 мужчины и 47 женщин), безработных было 3 (2 мужчины и 1 женщина). Среди 24 неактивных 8 человек были учениками или студентами, 11 — пенсионерами, 5 были неактивными по другим причинам.

## Фотогалерея

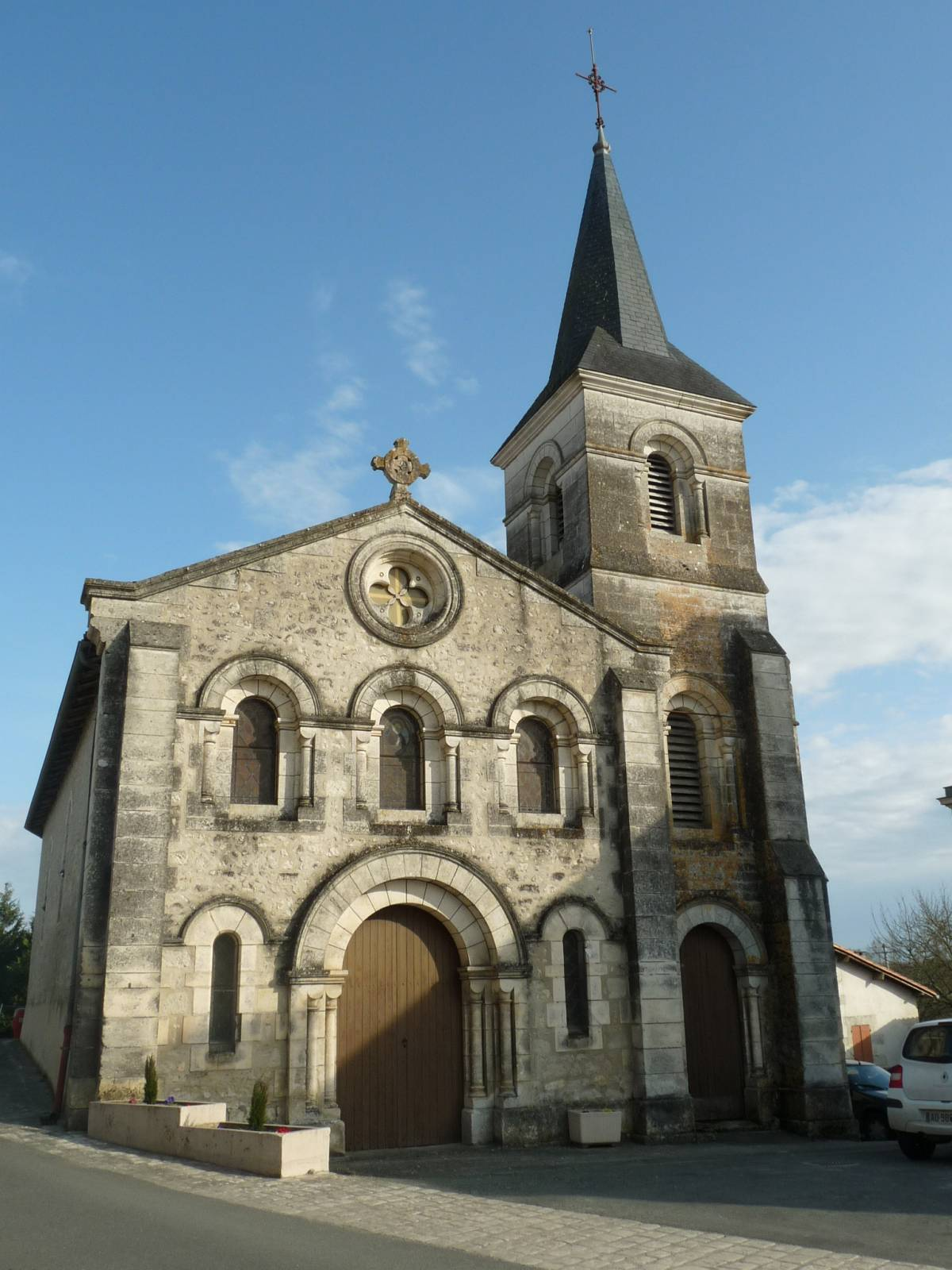
Церковь Св. Анны
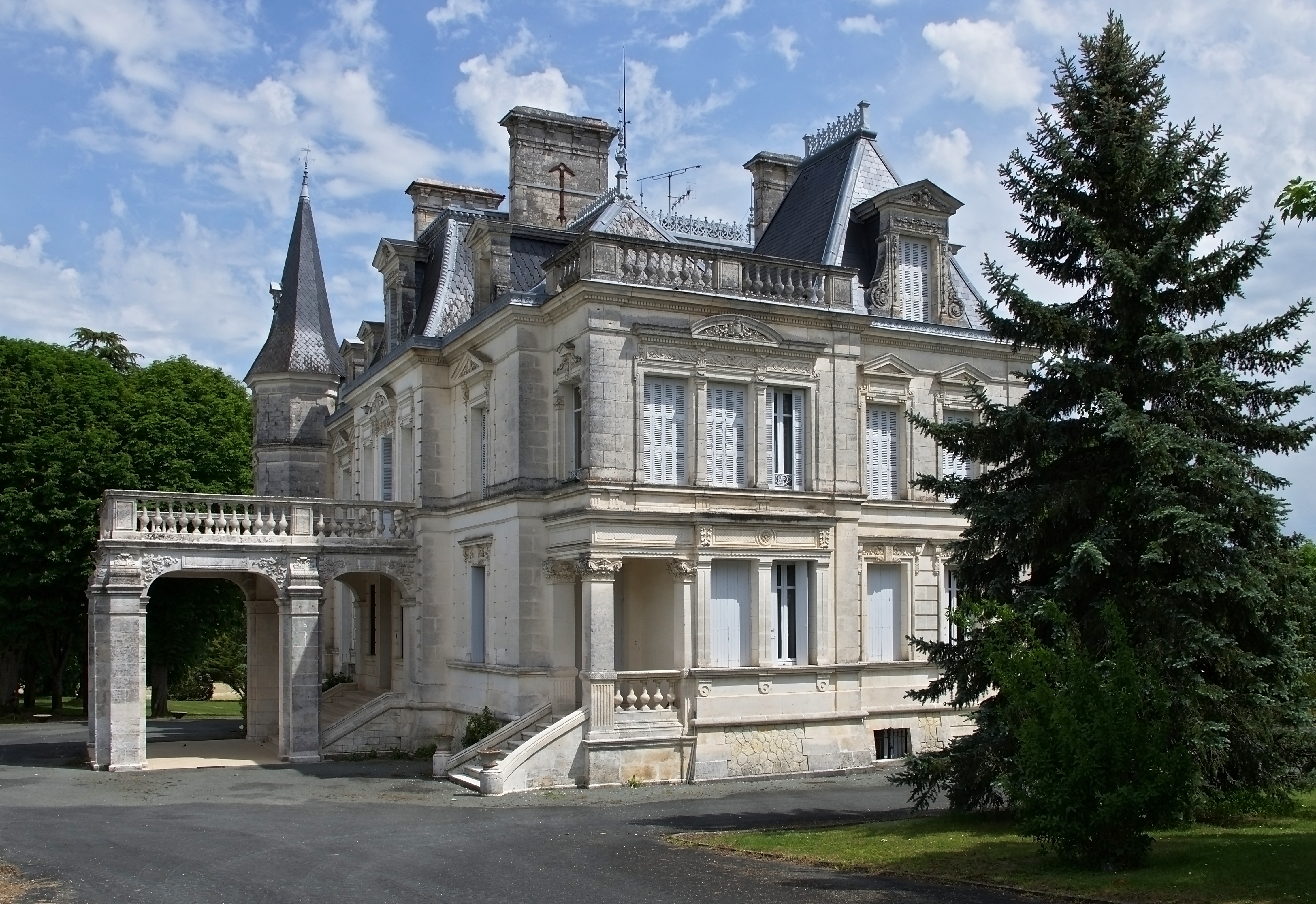
Замок Жанвре
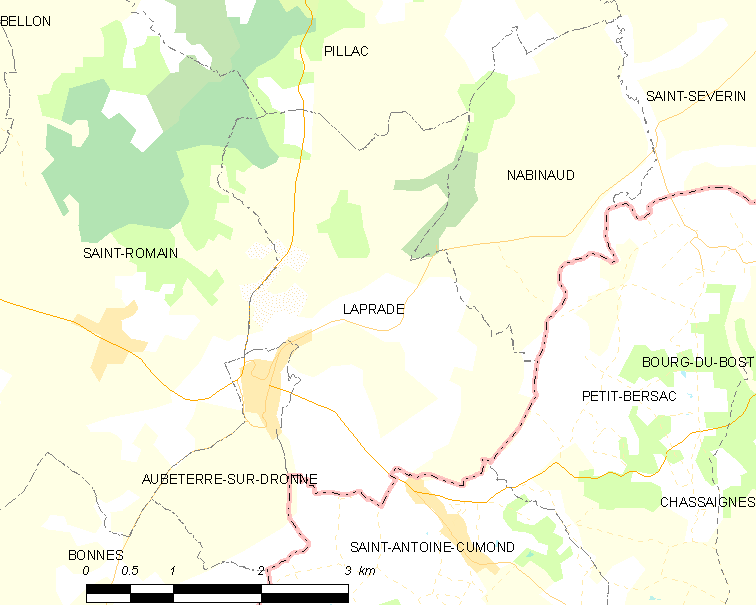
Карта коммуны